# Mlaka pri Kranju
Mlaka pri Kranju je naselje u slovenskoj Općini Kranju. Mlaka pri Kranju se nalazi u pokrajini Gorenjskoj i statističkoj regiji Gorenjskoj. 

## Stanovništvo
Prema popisu stanovništva iz 2002. godine naselje je imalo 1,502 stanovnika.